# One & Six
One & Six (с англ. — «Один и Шесть») — седьмой мини-альбом южнокорейской гёрл-группы A Pink. Был выпущен 2 июля 2018 года лейблом Plan A Entartainment с заглавным треком «i’m So Sick». Как и в предыдущих альбомах, участницы Чорон и Намджу участвовали в написании песен для альбома. Альбом занял первое место в альбомном чарте Gaon, а также вошёл в мировой альбомный чарт Billboard под номером 11.

## Релиз и промоушен
One & Six был выпущен 2 июля 2018 года и дебютировал под номером 1 в чарте альбомов Gaon в Южной Корее, а его сингл «I’m So Sick» дебютировал на 7 строчке в цифровом чарте Gaon. Тропический звук песни усилил многие интересы в Apink, когда они поменяли свой девичий образ на что-то гораздо более зрелое.
A Pink продвигал «I’m So Sick» в течение 3-х недель, а также би-сайд трек «A L R I G H T» на музыкальных шоу. A Pink получили 5 наград на музыкальных шоу, так как они выиграли впервые за 3 года на Music Bank. Этот успех последовал за их победой на Inkigayo после 4-х лет с эпохи Luv.

## Трек-лист
| №                   | Название                     | Текст песни                              | Музыка                                    | Длительность |
| ------------------- | ---------------------------- | ---------------------------------------- | ----------------------------------------- | ------------ |
| 1.                  | «I'm So Sick»                | Black Eyed Pilseung Jeon Gun             | Black Eyed Pilseung Jeon Gun Rado         | 3:19         |
| 2.                  | «A L R I G H T»              | GALACTIKA                                | GALACTIKA Atenna                          | 3:27         |
| 3.                  | «Don't Be Silly»             | Park Cho-rong luvssong                   | Hide                                      | 3:48         |
| 4.                  | «Forever Star» (별 그리고..) | Kim Nam-joo                              | 1601                                      | 3:23         |
| 5.                  | «Promise Me» (말보다 너)     | Shim Eun Ji                              | Lee Woo Min "collapsedone"" Mayu Wakisaka | 3:29         |
| 6.                  | «I Like That Kiss»           | Lee Joo Hyung (MonoTree) GDLO (MonoTree) | Lee Joo Hyung (MonoTree) GDLO (MonoTree)  | 3:10         |
| Общая длительность: | Общая длительность:          | Общая длительность:                      | Общая длительность:                       | 20:42        |

## Чарты

### Альбом
| Чарты                            | Высшая позиция |
| -------------------------------- | -------------- |
| Gaon еженедельный альбомный чарт | 1              |
| Oricon альбомный чарт            | 32             |
| Billboard World Albums           | 11             |

### Продажи и сертификация
| Провайдер                 | Количество |
| ------------------------- | ---------- |
| Gaon физические продажи   | 64,030     |
| Oricon физические продажи | 3,681      |